# Лейкоцитурия
Лейкоцитурия — выявление лейкоцитов в анализе мочи.
В норме в разовой порции мочи количество лейкоцитов в поле зрения у мужчин 0-2, у женщин до 5.
По типу обнаруженных лейкоцитов выделяют разные типы уроцитограмм:
- нейтрофильный — инфекция: пиелонефрит, туберкулёз
- мононуклеарный — гломерулонефрит, интерстициальный нефрит
- лимфоцитарный — системная красная волчанка, ревматоидный артрит (системный вариант)
- эозинофильный — аллергоз

По количеству выделенных лейкоцитов можно разделить на микролейкоцитурию (менее 200 в п/зр) и пиурию (более 200 в п/зр).
Уровень лейкоцитурии:
- почечный (тубулярный и гломерулярный) — при гломерулонефрите, интерстициальном нефрите
- почечный (чашечки, лоханки) — при пиелонефрите, туберкулёзе, карбункуле почки, аномалиях положения почек, гипоплазии, поликистозе почек, гидронефрозе.
- внепочечный (мочеточники) — удвоение мочеточников, дивертикул мочеточника, мегалоуретер, эктопия мочеточника, ПМР, перегиб мочеточника.
- внепочечный (мочевой пузырь) — дивертикул мочевого пузыря, цистит, камни мочевого пузыря, уретероцеле, туберкулёз
- внепочечный (уретра) — стриктура уретры, клапан уретры, свищ уретры, уретрит, фимоз

Клинический характер лейкоцитурии
- Абактериальная — интерстициальный процесс в почечной ткани
- Бактериальная — инфекция, туберкулёз